# 1873 год в науке
В 1873 году произошли различные научные и технологические события, некоторые из которых представлены ниже.

Уравнения Максвелла в векторной форме

## События
- 11 сентября — Создана Международная Метеорологическая Организация[англ.], правопреемником которой стала Всемирная метеорологическая организация[1][2]

## Публикации
- Шотландский физик Джеймс Максвелл опубликовал фундаментальную монографию «Трактат об электричестве и магнетизме», которая содержит полную систему уравнений для электромагнитного поля[3].
- Уильям Клиффорд публикует A preliminary sketch of biquaternions[4].
- Выходит статья Джозайи Гиббса о геометрическом представлении термодинамических величин[5].
- Чарльз Блэкли публикует научную работу Experimental researches on the causes and nature of catarrhus aestivus (hay-fever or hay-asthma)[6], в которой он описывает свою аллергическую реакцию на споры плесени Chaetomium sp. и Penicillium expansum[7].

## Родились
- 22 октября — Густав Йон Рамстедт (ум. 1950) — финский лингвист.

## Скончались
- 4 марта — Зигфрид Бехер, австрийский статистик, политэконом и педагог (род. 1806)[8].
- 8 мая — Джон Стю́арт Милль (род. 1806) — британский философ и экономист.
- 21 сентября — Огюст Нелатон (род. 1807), французский медик.